# Kerncentrale Wyhl
De Kerncentrale Wyhl (Kernkraftwerk Süd, KWS) is een nooit gerealiseerde Duitse kerncentrale bij de Franse grens in Wyhl am Kaiserstuhl.
Vanwege de massale protesten werd de bouw in de bossen aan de Rijn in 1977 stilgelegd na een bouwstop bevolen door de administratieve rechtbank van Freiburg. In 1994, acht jaar na de kernramp in Tsjernobyl, werd het project voor de bouw van een kerncentrale nabij Wyhl "officieel" stopgezet. 
Daarmee is de kerncentrale van Wyhl de eerste (geplande) kerncentrale in Duitsland waarvan de bouw op initiatief van de anti-kernenergiebeweging werd verhinderd.
| Reactorblok | Reactortype            | Netto- vermogen | Bruto- vermogen | Begindatum projectplanning | Begindatum bouw  | Geplande inbedrijfname | Project stillegging |
| ----------- | ---------------------- | --------------- | --------------- | -------------------------- | ---------------- | ---------------------- | ------------------- |
| Wyhl-1      | Drukwaterreactor (PWR) | 1300 MW         | 1375 MW         | 1973                       | 17 februari 1975 |                        | 1994                |
| Wyhl-2      | Drukwaterreactor (PWR) | 1300 MW         | 1375 MW         | 1973                       |                  |                        | 1994                |

In bedrijf: 
-

Gesloten:
Biblis ·
Brokdorf ·
Brunsbüttel ·
Emsland ·
Grafenrheinfeld ·
Greifswald ·
Grohnde ·
Gundremmingen ·
Hamm · 
Isar ·
KNK Karlsruhe ·
Krümmel ·
Lingen ·
Mülheim-Kärlich ·
Neckarwestheim ·
Obrigheim ·
Philippsburg ·
Rheinsberg ·
Stade ·
THTR-300 Hamm-Uentrop ·
Unterweser ·
Würgassen ·

Ontmanteld:
Großwelzheim ·
Jülich · 
Kahl · 
MZFR Karlsruhe · 
Niederaichbach

Nooit in gebruik genomen:
Kalkar ·
Stendal ·
Wyhl